# Tema
Tema Ghána hatodik legnagyobb települése az Atlanti-óceán partján, Greater Accra kerületben. 1961-ig egy kis halászfalu volt, ekkor kezdték el kiépíteni a kikötőjét, és hamarosan Sekondi-Takoradi mellett az ország második legnagyobb tengeri kikötővárosává vált. A város gazdaságában fontos szerepet játszik a kőolaj-feldolgozás, az itt található finomító révén, valamint a kézműipar. Az ország fővárosával, Accrával közút és vasút köti össze. Tema határában halad a greenwichi délkör és az egyenlítő is a település közelében található.

## Testvérvárosok
- San Diego, USA
- Greenwich, Nagy-Britannia
- Roanoke, USA